# Крапива двудомная
Крапи́ва двудо́мная (лат. Urtíca dióica) — многолетнее травянистое растение, вид рода Крапива (Urtica).
Латинское видовое название dioicus произошло от др.-греч. δι- — приставка со значением «дважды» и οἶκος — «дом, жилище».
Другие русские названия: жегала, жигалка, стракива, стрекава, стрекучка, жигачка, жгучка, стрекалка.

## Ботаническое описание

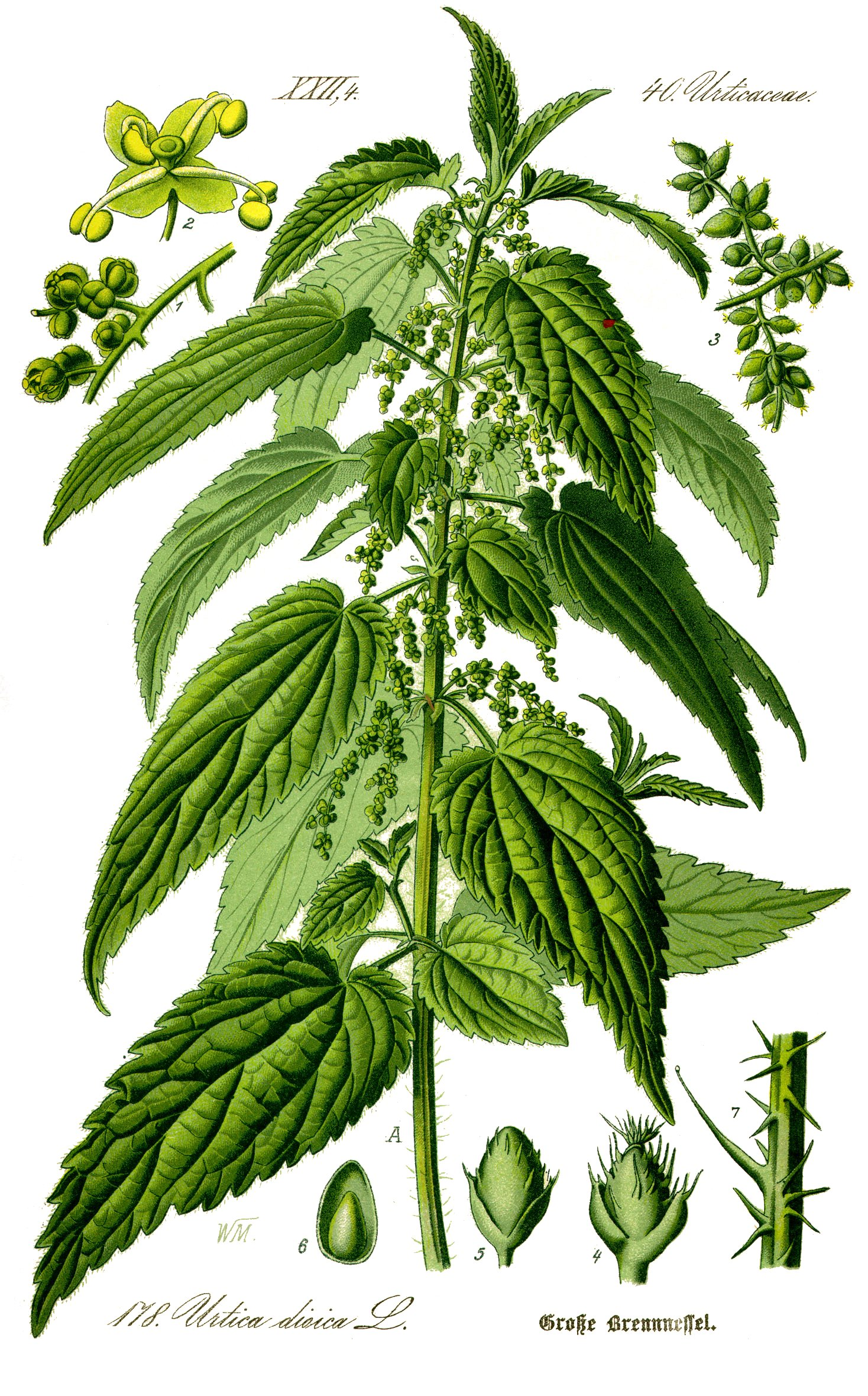

Крапива двудомная — многолетнее травянистое растение с мощным корнем и длинным горизонтальным ветвистым корневищем. Достигает в высоту 60—200 см (при идеальных климатических условиях и при высокой плотности размещения растений на месте произрастания). Всё растение густо покрыто жгучими волосками.
Побег удлинённый. Стебель полый, по консистенции травянистый, по положению в пространстве прямой или восходящий. Поверхность покрыта простыми и жгучими волосками. Поперечное сечение ребристое (четырёхгранное). Листорасположение накрест супротивное. В начале вегетации стебель простой, а во второй половине лета обычно развиваются пазушные побеги.

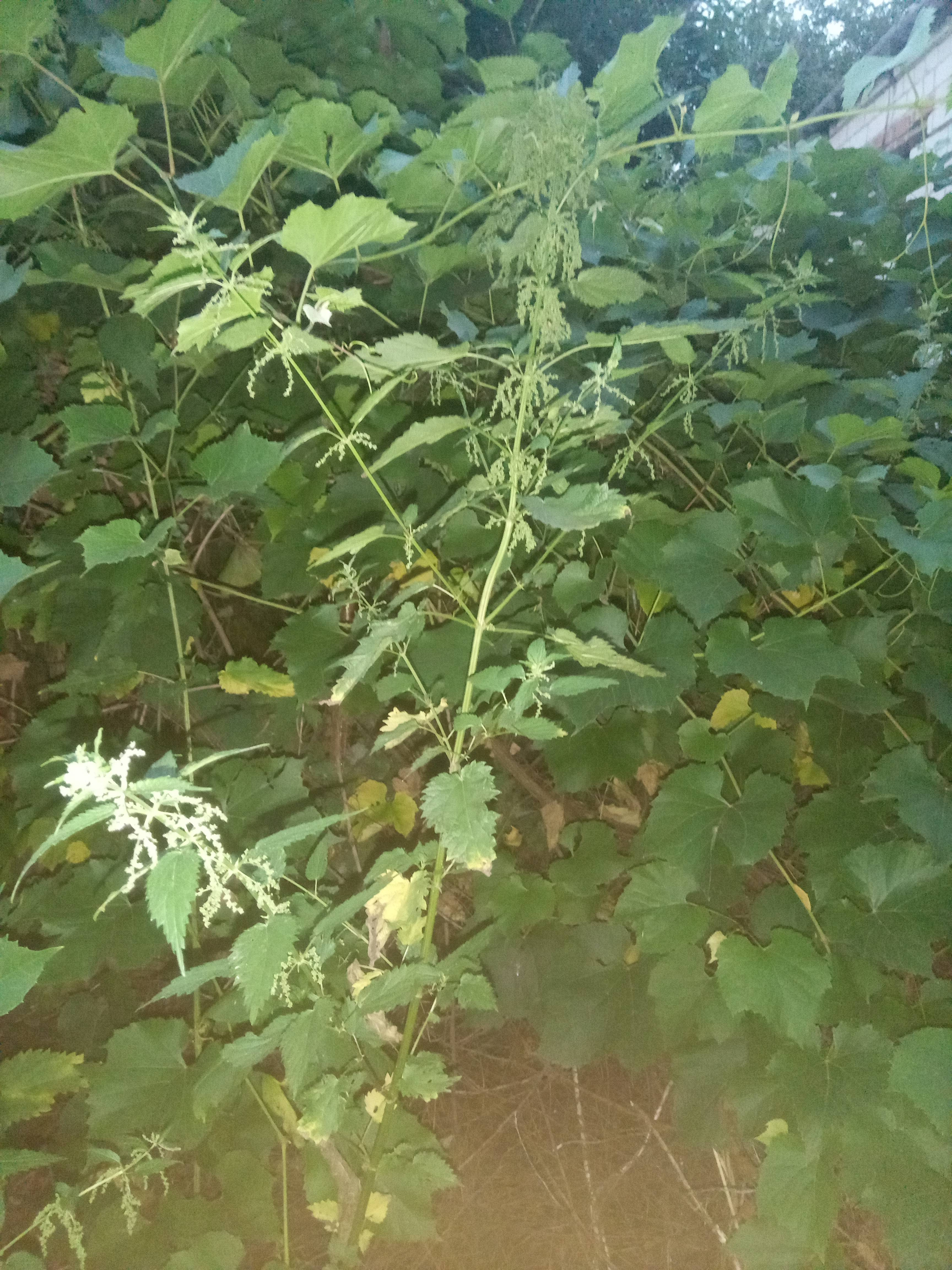
Крапива двудомная в середину лета (развиты пазушные побеги)

Листья супротивные, равносторонние, длинночерешковые, простые, цельные, тёмно-зелёного цвета. Форма листовой пластинки продолговатая яйцевидно-сердцевидная или яйцевидно-ланцетная, реже эллиптическая — длина листа превышает ширину не более чем в два раза: в длину 8—17 см, в ширину 2—8 см. Основания листьев глубокосердцевидные (глубина выемки до 5 мм). Верхушка заострённая, оттянутая. Край крупнозубчатый или крупнопильчатый. Жилкование листа пальчатоперистое. Прилистники стеблевые, свободные, продолговатые или узкотреугольные, до 4 мм шириной. Листовые пластинки с выраженными точечными цистолитами, образующимися из друзоносных идиобластов. Листья покрыты жёсткими жгучими, головчатыми и простыми волосками, но известны формы без жгучих и с относительно немногочисленными простыми волосками (расположенными в таком случае в основном по жилкам) и растения с голыми листовыми пластинками.
Растение двудомное. Соцветия пазушные, абрактеозные, дихазиальные или тирсоидные, метельчатые, однополые, с ветвящейся осью. Парциальные соцветия — клубочки. Соцветия длиннее черешков листьев, без обёртки. Пестичные соцветия после цветения поникающие. Первые (самые нижние) соцветия образуются на уровне 7-го — 14-го узла. Нередко соцветия образуются на пазушных побегах. Оси соцветий — с многочисленными простыми волосками.
Цветки однополые мелкие, зеленоватые, актиноморфные, четырёхмерные, с плоским цветоложем. Околоцветник простой, чашечковидный, с многочисленными простыми волосками. Околоцветник тычиночных цветков сростнолистный, рассечён на четыре одинаковых сегмента; тычинок четыре, «уртикоидного» типа (с согнутыми нитями в бутонах и резко выпрямляющихся при цветении), расположенных супротивно листочкам околоцветника. Андроцей равносильный, свободный; имеется рудиментарная завязь.
Пестичные цветки со свободным околоцветником из четырёх листочков: два дорсальных (внутренних) листочка после цветения разрастаются и достигают размеров плода, но почти плоские, не вздутые; два латеральных (наружных) — почти не изменяются. Стаминодии отсутствуют. Завязь верхняя, одногнёздная; рыльце сидячее. Гинецей псевдомономерный с полной редукцией второй завязи. Семязачаток ортотропный, базально или суббазально прикреплённый. 

Формула цветка: {\displaystyle \ast P_{(4)}\;A_{4}\;G_{0}} и {\displaystyle \ast P_{(4)}\;\;A_{0}\;G_{({\underline {2}})}}.
Плоды — сухие, сжатые, двояковыпуклые, односемянные, желтоватые или светло-коричневые, матовые, яйцевидные или эллиптические орешки 1—1,4 мм длиной. Одно растение даёт до 22 000 семян.
Цветет с мая до глубокой осени, плоды созревают неодновременно. Опыляется ветром.
Хромосомный набор 2n = 26, 48, 52
| Корневая система | Стебель (продольный срез; листья удалены; увеличено) | Лист (адаксиальная сторона) | Жгучие волоски на стебле (сильно увеличено) |

| Мужские цветки (увеличено) | Женские цветки (увеличено) | Плоды (увеличено) | Гусеницы крапивницы на крапиве двудомной |

## Распространение и экология
Распространена повсюду в умеренной зоне обоих полушарий: в Европе, в Закавказье, Передней и Малой Азии, в Китае, на Индийском субконтиненте (причём в горах Непала взбирается на высоту до 3500—4000 м над уровнем моря), встречается в Северной Африке от Ливии до Марокко, занесена и натурализовалась в Северной Америке и Австралии.
В России произрастает в европейской части и Западной Сибири, занесена в Восточную Сибирь и на Дальний Восток, где широко распространилась. Преобладает в лесной и лесостепной зонах.
Рудеральное растение. Растёт на сорных местах у жилищ и заборов, близ скотных дворов, вдоль дорог, на пустырях и заброшенных землях, на незаросших лесных вырубках, по сырым лугам и лесам (особенно ольшаникам), берегам водоёмов, канавам и оврагам. Благодаря своей способности вегетативно размножаться с помощью длинных корневищ часто образует обширные, почти чистые заросли — крапивники.
Размножается семенами и вегетативно. Увеличение зарослей крапивы, образовавшихся из семян, в большинстве местообитаний идёт вегетативно посредством роста корневищ — за год до 35—40 см.
Нитрофильное растение. Служит указателем почв, богатых азотистыми веществами.
В садах и огородах — трудно искореняемый сорняк.

## Химический состав
Листья являются своеобразным природным поливитаминным концентратом. В них содержится до 170 мг% (по другим данным, 270 или 100—200) аскорбиновой кислоты, до 20 мг% (по другим данным, 50 или 14—30) каротина, витамины группы В, К (400 биологических единиц в 1 г). В 100 г крапивы содержится 41 мг железа, 1,3 мг меди, 8,2 мг марганца, 4,3 мг бора, 2,7 мг титана, 0,03 мг никеля; в листьях — до 8 % хлорофилла, сахар, порфирины, ситостерин, фенольные кислоты, дубильные вещества, фитонциды, гликозид уртицин, органические кислоты.
Состав: сырого протеина 22,2 %, чистого белка 16,7 %, жира 2,15 %, клетчатки 35,6 %, безазотистых экстрактивных веществ 22,1 %, золы 17,8 %, аскорбиновой кислоты 49—72 мг% (время сбора — середина мая), 10 % крахмала, около 1 % сахаров, много солей железа и калия.

## Значение и применение
Крапива двудомная — ценное пищевое растение. В России весной из молодых листьев и побегов варят зелёные щи, их добавляют в борщ и супы, диетическая ценность которых особенно высока весной, когда в организме истощаются запасы витаминов. На Кавказе молодые листья едят свежими в виде салата, смешивают с другой зеленью, добавляют во многие блюда, солят впрок.
Хорошо поедается крупным рогатым скотом, лошадьми, свиньями и домашней птицей. В сене поедается плохо. Запаренные побеги увеличивают удои коров и повышают содержание жиров в молоке. Молодые побеги крапивы в русских деревнях заготавливали впрок, на зиму (крапивная солень). Считается, что её плоды возбуждают половую деятельность животных; их дают курам для увеличения яйценоскости.
Растение пригодно для силосования.
Это растение применяли в медицине с античных времён. Легионеры Цезаря во время Галльской войны хлестали себя крапивой, чтобы согреться. В русских травниках крапиву упоминают с XVI века как эффективное средство для заживления ран.

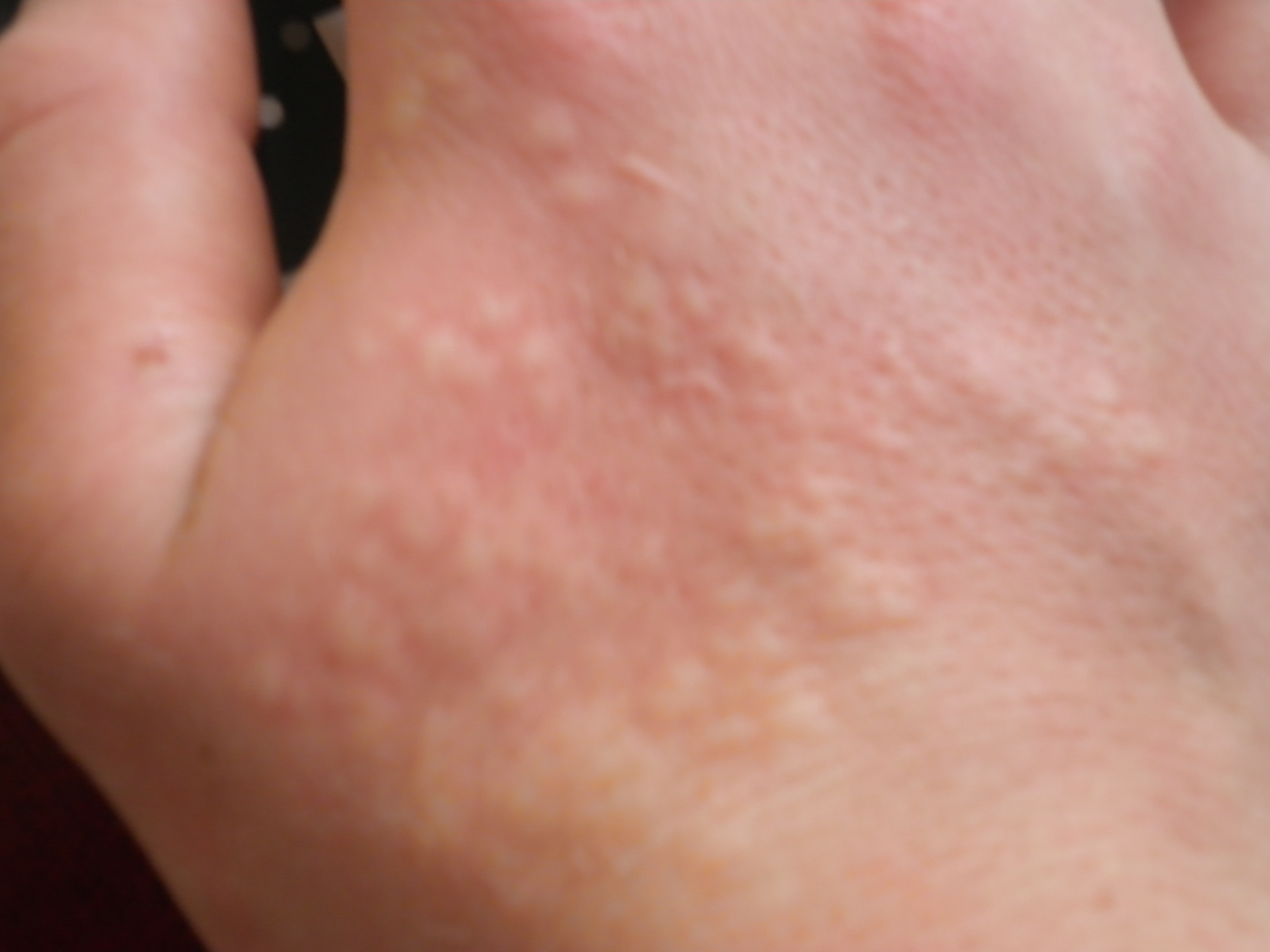
Волдыри от ожога крапивой

Лекарственным сырьём является лист крапивы (лат. Folium Urticae), который собирают в мае — июле. Растения срезают или скашивают, провяливают 2—3 часа, затем листья обрывают. Сушат в сушилках при температуре 40—50 °С или в хорошо проветриваемых помещениях, разложив слоем 3—5 см на ткани или бумаге. Срок хранения сырья два года.
Настой крапивных листьев — старинное средство, используемое при маточных, геморроидальных и желудочно-кишечных кровотечениях. Благодаря витамину К жидкий экстракт и настой листьев применяют как кровоостанавливающее при лёгочных, печёночных и других кровотечениях; он способствует повышению свёртываемости крови. Листья крапивы входят в состав многих желудочных, почечных и кровоостанавливающих сборов, их применяют как поливитаминное средство, улучшающее обмен веществ и стимулирующее заживление ран. Сок свежей крапивы улучшает обмен веществ. В народной медицине листья и стебли употребляют для лечения радикулитов и болезней суставов.
Фармацевтическая промышленность выпускает препарат «Уртифиллин», который применяют для заживления ран и лечения ожогов. Вытяжки из листьев крапивы входят в состав многих препаратов, в том числе «Аллохола».
Используется в виде отвара листьев при выпадении волос и перхоти.
Из волокон стеблей прежде пряли верёвки и ткали грубый холст, но развития этот промысел не получил. Из листьев получали зелёную краску для шерсти, из корней — жёлтую.
Листья применяют при изготовлении многих косметических средств.
Содержащийся в листьях хлорофилл используют как краситель в фармацевтической и пищевой промышленности.
В плодах обнаружено до 22 % жирного масла.

## Пищевые цепи

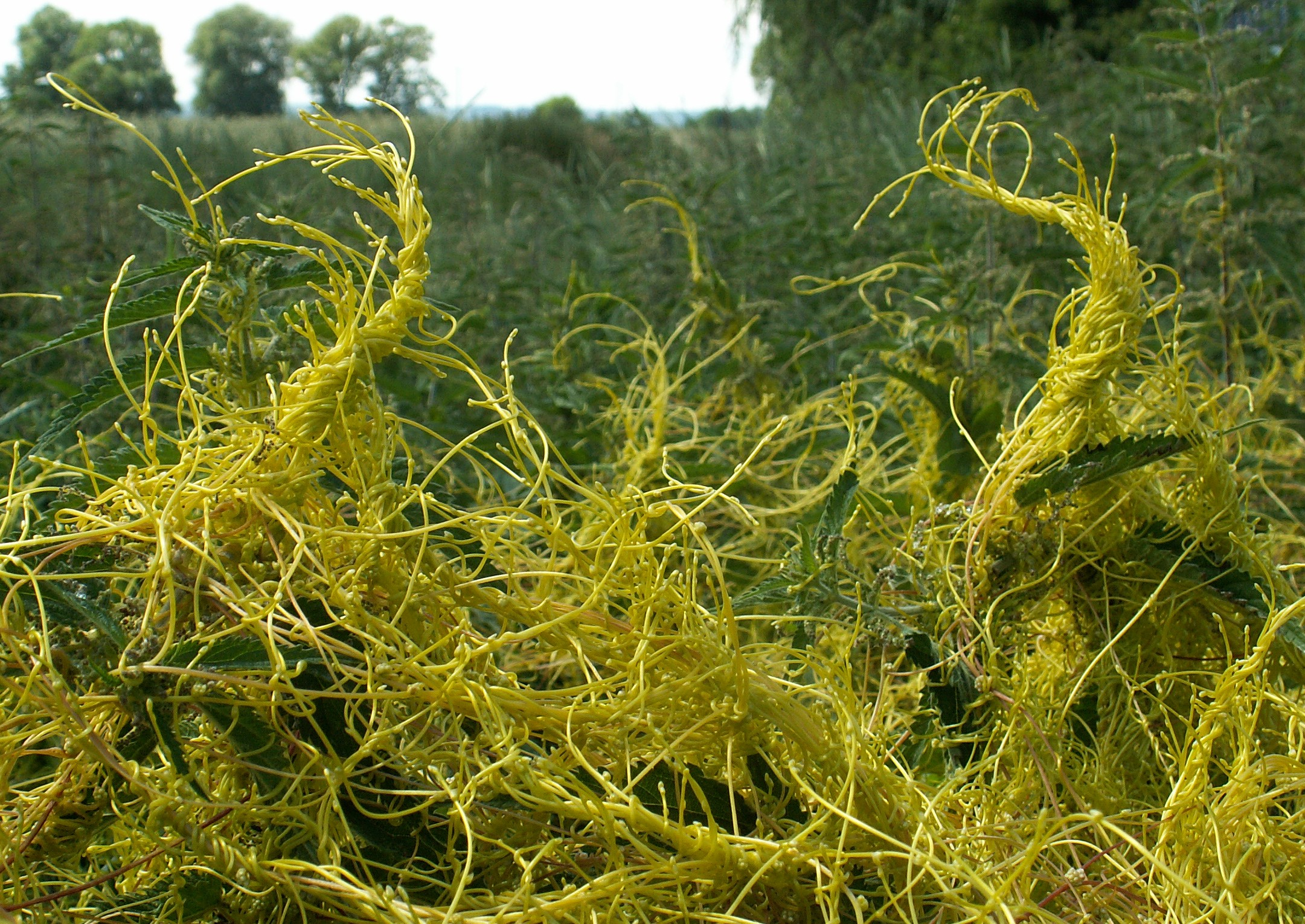
Крапива, увитая повиликой

Самая обычная дневная бабочка России — крапивница (Aglais urticae) из семейства Nymphalidae, появляющаяся во множестве летом, — питается в основном на побегах крапивы двудомной. На Британских островах семена крапивы двудомной найдены в экскрементах лани (Dama dama), сороки (Pica pica) и крупного рогатого скота. Среди сопутствующих видов отмечены также моллюск Fruticicola fruticum, нематода ''Heterodera schachtii'' и паразитическое растение повилика европейская (Cuscuta europaea).

## Классификация
Выделяют три подвида и одну разновидность:
- Urtica dioica subsp. afghanica Chrtek
- Urtica dioica subsp. gracilis (Aiton) Selander
- Urtica dioica subsp. holosericea (Nutt.) Thorne
- Urtica dioica var. sicula (Gasp. ex Guss.) Wedd.

По данным The Plant List на 2013 год, в синонимику вида входят:
- Urtica galeopsifolia Wierzb. ex Opiz
- Urtica tibetica W.T.Wang